# 那岐駅
那岐駅（なぎえき）は、鳥取県八頭郡智頭町大字大背字中河原にある西日本旅客鉄道（JR西日本）因美線の駅である。同線の中でも特に豪雪地帯として知られる駅でもある。

## 歴史
- 1932年（昭和7年）7月1日：鉄道省因美線智頭駅 - 美作河井駅間延伸時に開設[1]。
  - 当時の所在地表示は鳥取県八頭郡那岐村大字大背字中河原であった。
- 1935年（昭和10年）2月20日：那岐村が智頭町に編入され、所在地表示が鳥取県八頭郡智頭町大字大背字中河原となる。
- 1962年（昭和37年）9月1日：貨物取扱廃止[2]。
- 1970年（昭和45年）
  - 10月1日：荷物扱い廃止[2]、無人駅化[3]。
  - 10月15日：地元農協に簡易委託[4]。
- 1987年（昭和62年）4月1日：国鉄分割民営化に伴い、JR西日本の駅となる[2]。
- 1999年（平成11年）10月2日：CTC化、タブレット閉塞廃止。同時に米子支社鳥取鉄道部から岡山支社津山鉄道部（2008年に廃止され支社直轄化）へ移管。
- 2000年（平成12年）3月12日：直営駅から無人駅化。
- 2022年（令和4年）
  - 3月12日：この日のダイヤ改正より、朝1本のみ設定されていた、智頭発那岐行普通列車が運転取止め。
  - 10月1日：中国統括本部発足に伴い、運行・営業等の業務を岡山支社から鳥取鉄道部（中国統括本部直轄化）に[要出典]、沿線自治体対応等の業務を山陰支社（米子支社を同日付で改称）に移管。

## 駅構造
相対式ホーム2面2線を有する列車交換可能な地上駅。駅舎は津山方面行ホーム側にあり、反対側の智頭方面行ホームへは構内踏切で連絡している（但し、智頭・鳥取方面行折返し列車は、津山方面行ホームに停車する）。傾斜面上にあるため、駅舎からホームへは階段を登る。駅舎内には小さな文庫が設置されている。木造駅舎を有する。
旅客営業上は鳥取鉄道部管理の無人駅である。2008年3月より駅舎内に「那岐診療所」が併設され、月2回診察が行われる。

### のりば
| のりば | 路線   | 方向 | 行先             | 備考                    |
| ------ | ------ | ---- | ---------------- | ----------------------- |
| 1      | 因美線 | 下り | 東津山・津山方面 |                         |
| 2      | 因美線 | 上り | 智頭・鳥取方面   | 折り返し列車は1番のりば |

- 早朝（朝6時台）に当駅始発・智頭・鳥取方面行きの普通列車が設定されている。

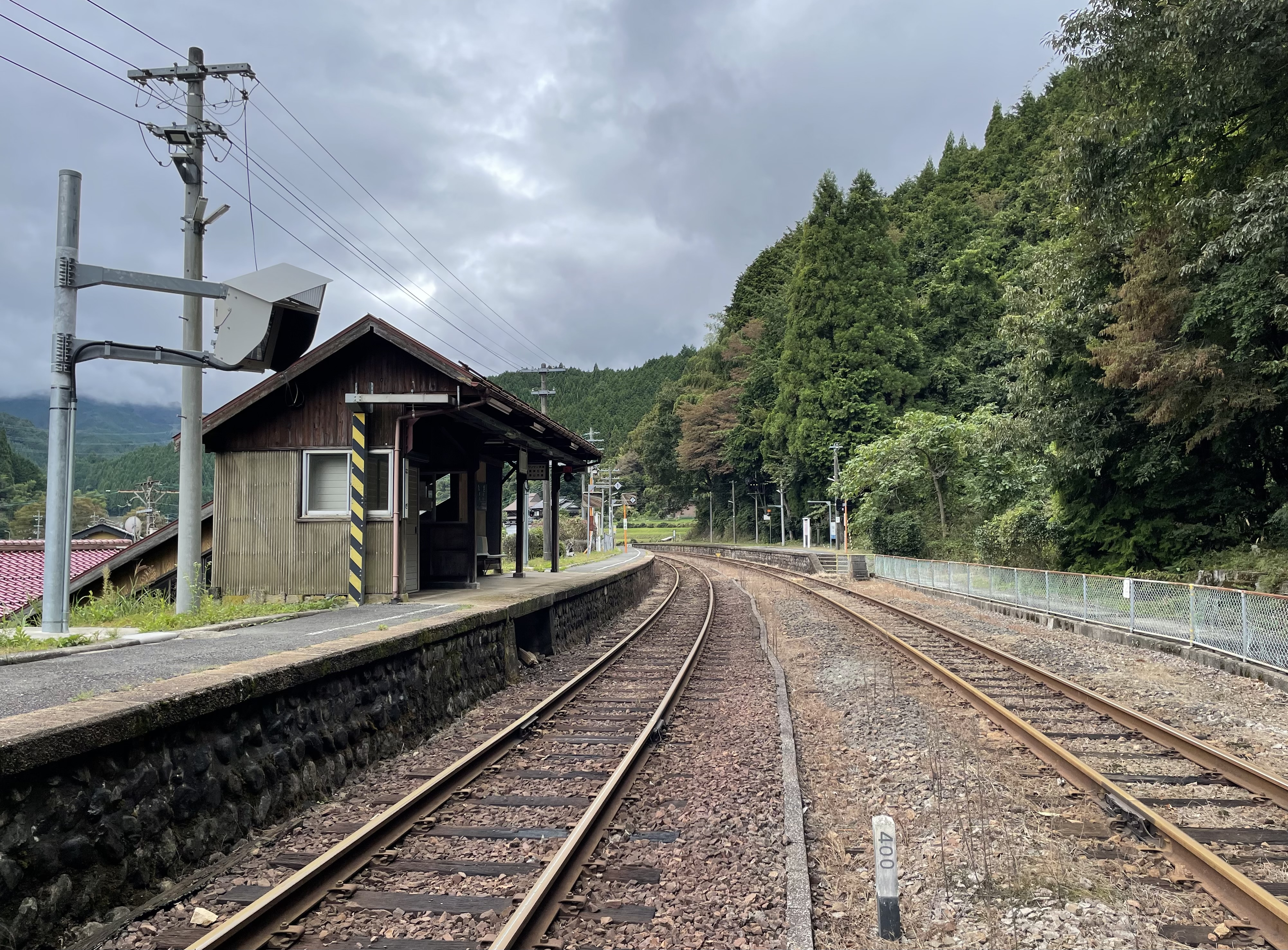
構内（2023年10月）
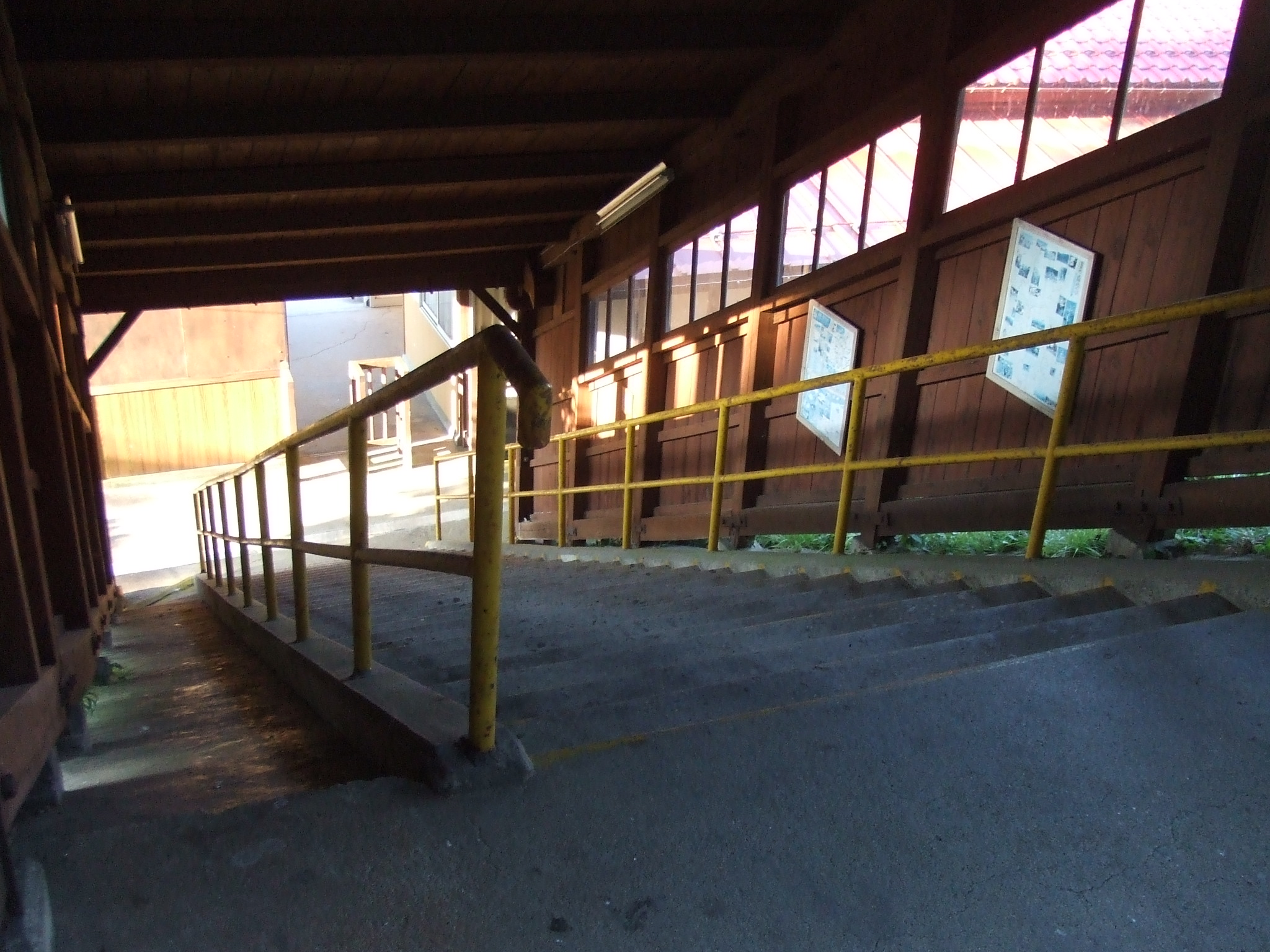
駅舎からホームへの階段（2007年8月）

## 利用状況
| 1日乗降人員推移 | 1日乗降人員推移 |
| 年度            | 1日平均人数     |
| --------------- | --------------- |
| 2011年          | 51              |
| 2012年          | 45              |
| 2013年          | 45              |
| 2014年          | 46              |
| 2015年          | 54              |
| 2020年          | 52              |

## 駅周辺
- 那岐郵便局
- 国道53号
- 鳥取県道295号西宇塚那岐停車場線
- 鳥取県道296号西谷那岐停車場線

## 隣の駅
西日本旅客鉄道（JR西日本）
 因美線
■快速
土師駅 - 那岐駅 - 美作加茂駅
■普通
土師駅 - 那岐駅 - 美作河井駅